# 马代库尔
马代库尔（法語：Mas-des-Cours）是法国奥德省的一个市镇，位于该省中北部，属于卡尔卡松区。该市镇的总面积为7.55平方公里，2009年时的人口为25人。

## 人口
马代库尔人口变化图示
| 数据来源：INSEE |